# Tubal
Tubal (hebräisch תֻבָל, altgriechisch Θοβελ/Θωδελ) ist ein Sohn Jafets (Genesis 10,2 ), seine Brüder sind Gomer, Magog, Madai, Jawan, Mesech und Tiras.

## Volk
Das von Tubal abstammende, gleichnamige Volk (Gen 10,3 , Jes 66,19  und Ez 27,14 ) lebte nördlich von Israel. Nach Ezechiel (Ez 27,13 ) waren Jawan, Tubal und Mesech Händler für Tyros, „für Menschenseelen und bronzene Geräte gaben sie deine Tauschwaren“. Tubal wird oft zusammen mit Mesech erwähnt (Ez 32,26 ). Nach dem Fall von Ägypten, Assur und Elam sieht der Prophet auch „… Mesech-Tubal und sein ganzer Prunk, Edom, die Fürsten des Nordens allesamt“ (Ez 32,30 ) ins Grab hinabsteigen. In der Weissagung gegen Sidon wird der Prophet aufgefordert, über den „Fürsten von Rosch, Mesech und Tubal“ weiszusagen (Ez 38,2). In der Weissagung gegen Gog (Ez 39,1 ) wird dieser Fürst von Rosch, Mesech und Tubal genannt, er und sein Heer finden sein Ende in Hamon Gog, und ihre Bögen dienen als Feuerholz. Jesaja erwähnt (Jes 66,19 ) diejenigen „die den Bogen spannen“, meist als Mesech gedeutet nach Tubal und Jawan.
Bereits 1897 will Jastrow das Tabal der Inschriften von Chorsabad und der Annalen Sargons mit dem biblischen Tubal gleichsetzen. Die meisten Autoren setzen Tubal und das späthethitisch/luwische Königreich Tabal in der Osttürkei kommentarlos gleich.
Die mittelalterlichen Spanier führten ihren Ursprung auf Tubal zurück. Auch die Iberer in Georgien beanspruchten Tubal als ihren Ahnherren.